# Charleys Philly Steaks
O Charleys Philly Steaks é uma cadeia de restaurantes americana de lojas de Philly Cheesesteak com sede em Columbus, Ohio. Anteriormente conhecida como Charley's Steakery e Charley's Grilled Subs, o franchise foi criado em 1986 no campus da Universidade Estadual de Ohio. Em 2017, existiam 600 estabelecimentos em 45 estados e em 19 países. Acredita-se que a Charleys tenha duplicado de tamanho em 2021. Para além dos tradicionais Philly cheesesteaks, a cadeia também tem outros sanduíches à base de bife e vários sanduíches de frango grelhado, entre outros sanduíches grelhados.

## História
Enquanto estudava imobiliário na Universidade Estadual de Ohio, o coreano-americano Charley Shin trabalhava no restaurante japonês/coreano da sua mãe em Columbus, Ohio. Durante uma viagem a Nova Iorque, os Shins fizeram um desvio para Filadélfia, o que levou Charley a descobrir o Philly cheesesteak. Charley convenceu a mãe a fazer uma pausa, a vender o restaurante e a investir as poupanças de uma vida inteira, no valor de US$ 48.000, no "Charley's", um restaurante de 42 m2 do outro lado da rua do campus da Ohio State.

## Gosh Enterprises
Charleys Philly Steaks é uma subsidiária da Gosh Enterprises, que é propriedade exclusiva de Shin. Gosh é também proprietária da cadeia Bibibop Asian Grill, que tinha comprado os contratos de arrendamento da extinta cadeia ShopHouse Southeast Asian Kitchen.